# Hosford Creek
Der Hosford Creek ist ein 26 Kilometer langer rechter Nebenfluss des Charley River im Osten des US-Bundesstaats Alaska nahe der Grenze zum kanadischen Yukon-Territorium.

## Verlauf
Der Hosford Creek entspringt im Yukon-Tanana-Hochland auf einer Höhe von etwa 1160 m. Er fließt in westlicher Richtung und mündet auf einer Höhe von 537 m in den nach Nordosten fließenden Mittellauf des Charley River.

## Schutzcharakter
Das 110 km² große Einzugsgebiet des Hosford Creek liegt im Schutzgebiet Yukon-Charley Rivers National Preserve. Der Hosford Creek wird gemeinsam mit dem Charley River und weiteren Zuflüssen des Charley River als National Wild and Scenic Rivers geführt.

## Namensgebung
Der Fluss trägt den Namen eines Prospektors. Den Namen erhielt D. C. Witherspoon vom U.S. Geological Survey (USGS) im Jahr 1905.